# Liste portugiesisch-russischer Städte- und Gemeindepartnerschaften
Diese Liste portugiesisch-russischer Städte- und Gemeindepartnerschaften führt Städte- und Gemeindefreundschaften zwischen den Ländern Portugal und Russland auf.
Mindestens fünf Orte beider Länder sind bisher durch Städtepartnerschaften und Kooperationsabkommen verbunden (Stand 2013).

## Liste der Städtepartnerschaften und -freundschaften
| Portugiesischer Ort | Russischer Ort | Seit      | Anmerkung            |
| ------------------- | -------------- | --------- | -------------------- |
| Borba               | Kalininez      | ungenannt |                      |
| Braga               | Iwanowo        | 2012      | Kooperationsabkommen |
| Coimbra             | Jaroslawl      | 1984      |                      |
| Évora               | Susdal         | 1986      |                      |
| Lissabon            | Moskau         | 1997      |                      |

→Quelle